# Roman Mikula
Roman Mikula (17. listopadu 1957 Ostrava) je bývalý československý a český sportovní plavec.

## Sportovní kariéra
Závodnímu plavání se začal věnovat v rodné Ostravě v klubu Baník pod vedením Jiřího Žrauta. Specializoval se na plaveckou techniku kraul a motýlek. 
V československé plavecké reprezentaci se prosazoval od roku 1973. V roce 1974 na letním mistrovství republiky v srpnu vytvořil v polohovém závodě na 200 m nový československý rekord časem 2:16,9. Na podzim téhož roku přestoupil k trenéru Pavel Hüblovi do brněnské Rudé hvězdy. Trenér Hübel na něm oceňoval mimořádný cit pro vodu. Patřil k plavcům s nejlepší plaveckou technikou kraul v Československu. Jeho slabinou byla suchá příprava. Potřeboval podstatně zlepšit sílu a frekvenci v záběru k přiblížení se evropské špičce.
V roce 1976 nesplnil nominační kritéria pro start na olympijské hry v Montréalu. Jeho hlavní a nejsilnější disciplínou byl 200 m polohový závod, který však v roce 1976 nebyl olympijský.
V roce 1977 se výrazně zlepšil v kraulu a vymazal z tabulek československých rekordů Milana Hroudu na 100 m a 200 m volný způsob. Svými výsledky v sezóně si zajistil nominaci na srpnové mistrovství Evropy ve švédském Jönköpingu, kam jel především jak člen polohové štafety. Trenéři ho v rámci přípravy na štafetu přihlásili úvodní den mistrovství na 200 m volný způsob. V rozplavbách zaplaval nový československý rekord 1:56,25, ale tento čas stačil na umístění v druhé polovině výsledkové listiny. S polohovou štafetou 4×100 m plaval poslední čtvrtý kraulový úsek a v cíli dohmátl na sedmém místě v novém československém rekordu 3:55,23.
V roce 1978 vylepšil o dvě desetiny vlastní československý rekord na 100 m volný způsob na čas 53,5. Pro splnění nominačního limitu na srpnové mistrovství světa v Západním Berlíně však potřeboval čas lepší 53 sekund. Sportovní kariéru ukončil po olympijském roce 1980.